# Supercopa de Costa Rica
La Supercopa de Costa Rica es una competición oficial de fútbol, organizada por la Unión de Clubes de Fútbol de la Primera División (UNAFUT) que se juega desde 2012 bajo este nombre, y que desde ese año enfrenta a los dos campeones de la temporada de sus torneos de Apertura y Clausura. El precedente oficial inmediato fue la denominada «Copa Campeón de Campeones», organizada por la Federación Costarricense de Fútbol entre 1976-1979.
Desde 2012 solo se disputó una edición para luego ser descontinuado por el Torneo de Copa, y fue retomado nuevamente en 2020 para suponer el inicio oficial de temporada futbolística en Costa Rica.
A lo largo de su historia han participado en la competición cinco clubes y solo cuatro han podido alzarse con el título.
El Club Sport Herediano es el vigente campeón tras derrotar al Deportivo Saprissa en la edición de 2025. El Deportivo Saprissa es el más laureado con cuatro títulos, seguido del Club Sport Herediano con tres campeonatos, Liga Deportiva Alajuelense con dos cetros y con un único trofeo el Club Sport Cartaginés.

## Sistema de competición
La Supercopa se disputa desde 2020 a modo de final entre los dos equipos campeones de liga de los certámenes de Apertura y Clausura. En caso de que algún equipo se hiciera con ambos torneos, accedía a la Supercopa el mejor subcampeón que haya obtenido la mayor cantidad de puntos en la fase regular de clasificación. A partir de 2025 en caso de que un mismo equipo gane los dos campeonatos (Apertura y Clausura) no se juega esa temporada la Supercopa.
El equipo que logre el gane en tiempo regular se proclama campeón del torneo. En caso de empate, se disputaba el título mediante lanzamientos de penalti.

## Antecedentes
En 1976, el Campeón de Campeones se convirtió en la primera edición de la competición, con un formato a los clasificados para esta edición. En ese año se jugaba el torneo de liga con cinco equipos clasificando a la pentagonal y otros cinco en otra pentagonal para mantener la categoría. No obstante, sobre la marcha el formato cambió y se congeló el descenso, siendo así que Saprissa terminó como campeón y aunque no definía nada, Limonense ganó la pentagonal del no descenso. La Federación estableció un partido entre ambos ganadores de cada pentagonal, que dejó a Saprissa con el título. 
Tres años después se dispuso el último cetro bajo esa denominación, se realizó una cuadrangular entre el Cartaginés, Herediano, Alajuelense y Saprissa, quienes habían logrado el título de la máxima categoría a lo largo de sus historias.
El 6 de junio de 2012, Jorge Ortega, presidente de la Unión de Clubes de Fútbol de la Primera División (UNAFUT), anunció el concepto de una «Supercopa» entre los dos campeones de liga de la temporada, donde el 22 de julio se disputó el duelo entre Alajuelense y Herediano en el nuevo Estadio Nacional.
Entre 2013 y 2015, la Supercopa fue descontinuada para darle prioridad al Torneo de Copa, que incluía tanto equipos de Primera División como a los de la segunda categoría.
El 31 de julio de 2020, se formalizó el regreso de la Supercopa ratificándose como un evento avalado y oficial de la UNAFUT, que supone la previa al arranque de la temporada.

## Historial
| Ed.                  | Temporada            | Campeón                  | Resultado            | Subcampeón               | Máximo goleador                                     | G                    | Sede Final           | Nota(s)                                                     |
| Campeón de Campeones | Campeón de Campeones | Campeón de Campeones     | Campeón de Campeones | Campeón de Campeones     | Campeón de Campeones                                | Campeón de Campeones | Campeón de Campeones | Campeón de Campeones                                        |
| -------------------- | -------------------- | ------------------------ | -------------------- | ------------------------ | --------------------------------------------------- | -------------------- | -------------------- | ----------------------------------------------------------- |
| 1                    | 1976                 | (L) Deportivo Saprissa   | 2 - 0                | (I) A. D. Limonense      | Carlos Solano (Saprissa)                            | 2                    | Estadio Nacional     | Limón accedió como ganador de la pentagonal de no descenso. |
| Torneo de Campeones  |                      |                          |                      |                          |                                                     |                      |                      |                                                             |
| 2                    | 1979                 | (I) C. S. Cartaginés     |                      | (I) C. S. Herediano      | Óscar Solano (C. S. Cartaginés)                     | 3                    | Estadio Nacional     | Cuadrangular con Saprissa y Alajuelense.                    |
| Supercopa            |                      |                          |                      |                          |                                                     |                      |                      |                                                             |
| 3                    | 2012                 | (In.) L. D. Alajuelense  | 2 - 0                | (Ve.) C. S. Herediano    | Elías Palma, Kevin Sancho (L. D. Alajuelense)       | 1                    | Estadio Nacional     | Primer campeón de Supercopa.                                |
| 4                    | 2020                 | (Ap.) C. S. Herediano    | 2 - 0                | (Cl.) Deportivo Saprissa | Jonathan McDonald (C. S. Herediano)                 | 2                    | Estadio Nacional     |                                                             |
| 5                    | 2021                 | (Cl.) Deportivo Saprissa | 4- 1                 | (Ap.) L. D. Alajuelense  | Daniel Colindres (Saprissa)                         | 2                    | Estadio Nacional     |                                                             |
| 6                    | 2022                 | (Ap.) C. S. Herediano    | 2 - 0                | (Cl.) C. S. Cartaginés   | Diego González, Anthony Contreras (C. S. Herediano) | 1                    | Estadio Nacional     |                                                             |
| 7                    | 2023                 | (D) Deportivo Saprissa   | 1 - 0                | (S) C. S. Herediano      | Ariel Rodriguez (Saprissa)                          | 1                    | Estadio Nacional     |                                                             |
| 8                    | 2024                 | (S) C. S. Herediano      | 1 - 1 (5 - 4 pen.)   | (D) Deportivo Saprissa   | Javon East (Saprissa), Andy Rojas (C. S. Herediano) | 1                    | Estadio Nacional     |                                                             |

Leyenda: (L)= Accede como campeón de liga de temporada; (In.)= Accede como campeón de Invierno; (Ve.)= Accede como campeón de Verano; (Ap.)= Accede como campeón de Apertura; (Cl.)= Accede como campeón de Clausura; (D)= Accede como campeón de Apertura y Clausura, accediendo su rival como (S) subcampeón de uno de los torneos; (I)= Accede como invitado o situación especial. 

## Palmarés
| Equipo             | Títulos | Subcamp. | Años campeón     | Años subcampeón  |
| ------------------ | ------- | -------- | ---------------- | ---------------- |
| C. S. Herediano    | 3       | 3        | 2020, 2022, 2024 | 1979, 2012, 2023 |
| Deportivo Saprissa | 3       | 2        | 1976, 2021, 2023 | 2020, 2024       |
| C. S. Cartaginés   | 1       | 1        | 1979             | 2022             |
| L. D. Alajuelense  | 1       | 1        | 2012             | 2021             |
| A. D. Limonense†   | -       | 1        |                  | 1976             |

- † Equipo desaparecido.

## Estadísticas

### Clasificación histórica
Dicha clasificación el Deportivo Saprissa es quien la lidera con trece puntos en seis ediciones.
| Pos. | Club               | Temp. | PJ | PG | PE | PP | GF | GC | Dif. | Pts. |  | Títulos | (Subc.) |
| ---- | ------------------ | ----- | -- | -- | -- | -- | -- | -- | ---- | ---- |  | ------- | ------- |
| 1    | Deportivo Saprissa | 6     | 8  | 4  | 1  | 3  | 11 | 7  | 4    | 13   |  | 3       | 2       |
| 2    | C. S. Herediano    | 6     | 8  | 4  | 1  | 3  | 11 | 8  | 3    | 13   |  | 3       | 3       |
| 3    | C. S. Cartaginés   | 2     | 4  | 2  | 0  | 2  | 8  | 7  | 1    | 6    |  | 1       | 1       |
| 4    | L. D. Alajuelense  | 3     | 5  | 2  | 0  | 3  | 7  | 13 | -6   | 6    |  | 1       | 1       |
| 5    | A. D. Limonense    | 1     | 1  | 0  | 0  | 1  | 0  | 2  | -2   | 0    |  | 0       | 1       |

### Tabla histórica de goleadores
El goleador histórico del torneo es Óscar Solano, quien convirtió tres goles en la edición de 1979 jugando para el Cartaginés.
| Pos. | Jugador           | G. |  | Club debut         | Otros clubes |
| 1    | Óscar Solano      | 3  |  | C. S. Cartaginés   |              |
| 2    | Carlos Solano     | 2  |  | Deportivo Saprissa |              |
| 3    | Jonathan McDonald | 2  |  | C. S. Herediano    |              |
| 4    | Daniel Colindres  | 2  |  | Deportivo Saprissa |              |
| 5    | Elías Palma       | 1  |  | L. D. Alajuelense  |              |
| 6    | Kevin Sancho      | 1  |  | L. D. Alajuelense  |              |
| 7    | Johan Venegas     | 1  |  | L. D. Alajuelense  |              |
| 8    | Christian Bolaños | 1  |  | Deportivo Saprissa |              |
| 9    | David Ramírez     | 1  |  | Deportivo Saprissa |              |
| 10   | Diego González    | 1  |  | C. S. Herediano    |              |
| 11   | Anthony Contreras | 1  |  | C. S. Herediano    |              |
| 12   | Ariel Rodríguez   | 1  |  | Deportivo Saprissa |              |
| 13   | Javon East        | 1  |  | Deportivo Saprissa |              |
| 14   | Andy Rojas        | 1  |  | C. S. Herediano    |              |

### Mejor jugador de la Supercopa
En las ediciones de 2020 y 2021 se premió al mejor jugador del torneo.
| N.º | Jugador           | Club               | Temporadas     |
| --- | ----------------- | ------------------ | -------------- |
| 1   | Jonathan McDonald | C. S. Herediano    | Supercopa 2020 |
| 2   | Daniel Colindres  | Deportivo Saprissa | Supercopa 2021 |

### Técnicos campeones
Técnicos ganadores de Supercopa (Campeón de Campeones): 9.
| Nombre           | Nacionalidad          | Equipo      | Cantidad | Torneos                   |
| ---------------- | --------------------- | ----------- | -------- | ------------------------- |
| Marvin Rodríguez | Bandera de Costa Rica | Saprissa    | 1        | Campeón de Campeones 1976 |
| Wálter Elizondo  | Bandera de Costa Rica | Cartaginés  | 1        | Campeón de Campeones 1979 |
| Óscar Ramírez    | Bandera de Costa Rica | Alajuelense | 1        | Supercopa 2012            |
| Víctor Núñez     | Bandera de Costa Rica | Herediano   | 1        | Supercopa 2020            |
| Mauricio Wright  | Bandera de Costa Rica | Saprissa    | 1        | Supercopa 2021            |
| Hernán Medford   | Bandera de Costa Rica | Herediano   | 1        | Supercopa 2022            |
| Vladimir Quesada | Bandera de Costa Rica | Saprissa    | 1        | Supercopa 2023            |
| Walter Centeno   | Bandera de Costa Rica | Herediano   | 1        | Supercopa 2024            |